# Mallota smithi
Mallota smithi är en tvåvingeart som beskrevs av Samuel Wendell Williston  1892. Mallota smithi ingår i släktet hålblomflugor, och familjen blomflugor. Inga underarter finns listade i Catalogue of Life.